# René Liger
Pour les articles homonymes, voir Liger.
René Liger (né à Mayenne et mort vers 1801 à Paris), prêtre français et auteur de divers ouvrages historiques, littéraires, philosophiques et religieux, ainsi que de pamphlets et libelles.

## Biographie
René Liger est le fils de René Liger, avocat à Mayenne, licencié en droit civil et canonique de la faculté d'Angers (1716), avocat à Mayenne et procureur du roi au siège de Bourgnouvel, et de Françoise Barbeu. 
Il étudia le droit aux séminaires d'Angers puis du Mans. Il prit son titre sacerdotal sur le moulin de Chesnay à Trans. En 1765, il est élu échevin de Mayenne, avec sa qualité de prêtre, et est envoyé à Paris pour soutenir un procès de la municipalité contre les officiers de la barre ducale. 
Nommé vicaire de Saint-Germain-l'Auxerrois à Paris, il conserva toujours des relations avec son pays natal, où il jouissait d'une grande considération. Le curé de Notre-Dame de Mayenne l'estimait particulièrement. L'abbé Liger prêcha l'avent au Mans, dans l'église des Jacobins, en 1768, mais fut peu suivi, écrit le chanoine de la Manouillère. 
De mœurs austères et d'habitudes studieuses, il écrivit et publia : Mémoire abrégé pour servir à la vie de Madame Tulard et à l'histoire de son institution des sœurs de la charité de Sillé-le-Guillaume, Lettres critiques et dissertations sur le prêt du commerce, Dialogues entre les philiosophes modernes, Problème littéraire : Quel est l'auteur de l'Histoire des trois siècles ?, Triomphe de la religion chrétienne sur toutes les sectes philosophiques.
Longtemps réfractaire à tout serment, même à celui du 11 prairial an III, « tant il respuait », dit-il, « tout ce qui sortait de l'enceinte de la Convention », l'abbé Liger se vit chassé de l'hôtel où il demeurait, dépouillé de tous ses biens, même de ses écrits qui contenaient le travail de 40 ans, transféré enfin à Arpajon, puis à Chartres, d'où il put gagner le pays de Mayenne. On l'y trouve en effet exerçant le ministère dans la ville du 1er novembre 1795 au 9 août 1796 et parcourant les paroisses de Courcité, Saint-Aubin-du-Désert, Averton, Alexain.
Le serment de haine à la royauté exigé par la loi du 19 fructidor an VII devint pour René Liger l'occasion d'un changement de conduite. À la suite de M. Émery et de la majorité du clergé de Paris, il prêta ce serment, réprouvé généralement dans le diocèse du Mans, s'en fit l'ardent champion et partit en guerre contre l'administration de M. Duperrier. D'abord secrète, la controverse devint bientôt une lutte de pamphlets. René Liger publia : Avis important aux fidèles, ou étrennes pour l'année 1798, Dénonciation de M. Duperrier au premier concile national ou provincial qui aura lieu en France, Fautes à corriger dans le supplément au catéchisme du Mans. L'administration diocésaine se vit obligée de l'interdire. René Liger prétendit qu'on le soumit alors à une surveillance policière, qu'on le livra à des diffamateurs et même que « huit fusilliers lui ôtèrent par violence tout ce qui sert au sacrifice et à l'administration des sacrements ».
Ramené un instant dans la voie de l'obéissance et du respect par M. Legallois, curé de Couterne, et par Étienne Leveau, curé de La Gravelle, il accepta la suppression de ses libelles, contresigna au mois d'avril 1800 la déclaration que ses deux conseillers avaient envoyée en son nom à M. Duperrier, mais, rentré à Paris l'année suivante,  publia un nouvel écrit aussi agressif que les précédents contre les administrateurs du diocèse du Mans. Ce pamphlet, intitulé :  Coup d'œil sur les ravages que le conflit des opinions tant politiques que religieuses a causés dans la Vendée et dans les départements de la Sarthe et de la Mayenne, contient une première partie dirigée contre les révolutionnaires. Dans la seconde, il entend prouver que les Français sont dégagés de tout devoir envers le roi puisqu'il est hors de France et qu'il existe un gouvernement de fait ; que la Chouannerie doit être hautement réprouvée ; et enfin que Duperrier, « qui écrit en vrai curé de campagne,... sans un mot d'honnêteté », est l'auteur de toutes les divisions.
L'abbé Liger ne se priva pas non plus du plaisir de répondre à la lettre pastorale de Dorlodot, évêque constitutionnel de la Mayenne. Son opuscule, plein de persiflages, intitulé René Liger, prêtre, au citoyen Dorlodot, divertit le public et ne déplut pas trop à celui qui s'y trouvait attaqué, puisqu'il reconnut que l'auteur était un « grenier de sel », et qu'on pouvait s'entendre avec lui.
René Liger mourut peu après cette publication (1801), à Paris.
- Sa sœur Françoise-Renée épousa Jean-Julien Sougé de Lussault. Elle mourut le 15 juin 1792. Le lendemain, jour de sa sépulture, parce qu'elle avait exprimé le désir d'être inhumée par un prêtre non assermenté, la populace s'opposa à la cérémonie funèbre, s'empara du cercueil et fit subir au cadavre des ignominies, avant de le réduire en pièces.

## Publications
- Mémoire abrégé pour servir à la vie de Madame Tulard et à l'histoire de son institution des sœurs de la charité de Sillé-le-Guillaume, (Lyon, s.d., in-8, 64 p. ; réédité au Mans en 1824, in-12°).
- Lettres critiques et dissertations sur le prêt du commerce, Caen et Paris, 1774, 1776, 10-12°.
- Dialogues entre les philiosophes modernes, Genève, 1778, 1n-8°.
- Problème littéraire : Quel est l'auteur de l'Histoire des trois siècles ?, Paris, 1779, in-12°.
- Triomphe de la religion chrétienne sur toutes les sectes philosophiques, Paris, 1785, in-12°.
- Avis important aux fidèles, ou étrennes pour l'année 1798, Fougères, 1798, réimpression à Paris, 1801, 192 p., in-8°.
- Dénonciation de M. Duperrier au premier concile national ou provincial qui aura lieu en France, Le Mans, Isambart, an VII, 22 p., in-8°.
- Fautes à corriger dans le supplément au catéchisme du Mans, Fougères, 1800.
- Coup d'œil sur les ravages que le conflit des opinions tant politiques que religieuses a causés dans la Vendée et dans les départements de la Sarthe et de la Mayenne
- René Liger, prêtre, au citoyen Dorlodot, Le Mans, 1801, 16 p., in-8°.